# Arrêts de la Cour de justice de l'Union européenne
Les arrêts de la Cour de justice de l'Union européenne sont les décisions rendues par la Cour de justice, ainsi que, depuis 1989, par le Tribunal et par le Tribunal de la fonction publique en application du droit de l'Union. Elle veille à son application et à l'uniformité de son interprétation sur le territoire de l'Union.
Ces arrêts sont rendus dans le cadre du contrôle de la légalité des actes des institutions de l'Union européenne, du respect par les États membres des obligations qui découlent des traités. La Cour interprète également le droit de l'Union à la demande des juges nationaux.

## Classement des arrêts de la Cour de justice
| -    | -    | -    | -    | 1954 | 1955 | 1956 | 1957 | 1958 | 1959 |
| 1960 | 1961 | 1962 | 1963 | 1964 | 1965 | 1966 | 1967 | 1968 | 1969 |
| 1970 | 1971 | 1972 | 1973 | 1974 | 1975 | 1976 | 1977 | 1978 | 1979 |
| 1980 | 1981 | 1982 | 1983 | 1984 | 1985 | 1986 | 1987 | 1988 | 1989 |
| 1990 | 1991 | 1992 | 1993 | 1994 | 1995 | 1996 | 1997 | 1998 | 1999 |
| 2000 | 2001 | 2002 | 2003 | 2004 | 2005 | 2006 | 2007 | 2008 | 2009 |
| 2010 | 2011 | 2012 | 2013 | 2014 | 2015 | 2016 | 2017 | 2018 |      |

## Classement des arrêts du Tribunal
| -    | -    | -    | -    | -    | -    | -    | -    | -    | 1989 |
| 1990 | 1991 | 1992 | 1993 | 1994 | 1995 | 1996 | 1997 | 1998 | 1999 |
| 2000 | 2001 | 2002 | 2003 | 2004 | 2005 | 2006 | 2007 | 2008 | 2009 |
| 2010 | 2011 | 2012 | 2013 | 2014 | 2015 | 2016 | 2017 | 2018 |      |